# لیابا
لیابا شهری در شهرستان کوکا در استان بانوا در بورکینافاسوی غربی است و جمعیت آن ۵۴۱ نفر است.